# De frie Danske
De frie Danske var et illegalt blad, udgivet i København omtrent månedligt fra december 1941 til 24. maj 1945 som en reaktion mod den tyske besættelse af Danmark. De Frie Danske blev påbegyndt af modstandsgruppen Vædderen (dannet i 1940) og nåede omkring befrielsen et oplag på ca. 20.000. Det regnes for et af besættelsestidens bedst redigerede og illustrerede illegale blade. En særlig berømmelse fik "invasionsnummeret 1944", der blev udsendt i firefarvetryk.

## Eksterne Henvisninger
- "Illegal Presse". Historisk Samling fra Besættelsestiden 1940-45. Arkiveret fra originalen 12. august 2020. Hentet 2014-11-18.